# RuTube
RuTube (in russo РуТуб?) è un sito web russo di video sharing.
Ogni mese RuTube è visitato da 30 milioni di utenti e conta oltre 168 milioni di visualizzazioni per i suoi contenuti.
Trasmette varie decine di canali TV e radio on-line. Inoltre fornisce ai suoi utenti la possibilità di creare video blog personali e canali virtuali.